# 사랑과 이별 (1997년 드라마)
《사랑과 이별》은 1997년 8월 4일부터 1998년 1월 3일까지 방영된 MBC 아침 드라마이다.

## 등장 인물
- 최민식 : 김창기 역
- 조민수 : 강민주 역
- 구본승 : 이수 역
- 이일화 : 은하영 역
- 최성준 : 영재 역
- 박순천
- 김지연 : 이수의 여자친구 역
- 김초연
- 주용만 : 박수철 역
- 최란
- 이미경
- 이매리
- 최성철
- 천세훈
- 박희정
- 강성연
- 김세아
- 유서진
- 구혜진
- 황정혜
- 박희진
- 강민규 : 김동천 역

## 참고 사항
- 이수 역의 구본승은 군 제대 후 해당 작품으로 드라마 복귀를 했다.[1]
- 담당 PD 최윤석은 《종합병원》에서 중도하차한 뒤 케이블채널 HBS 현대방송으로 자리를 옮겼다가 해당 작품을 통해 MBC에 돌아왔다.[2]
- 최민식은 이 드라마를 마지막으로 영화에 전념했다가 2022년 디즈니+를 통해 공개한 카지노를 통해 드라마에 복귀하였다.